# Trận Mont Saint-Quentin
Trận Mont Saint-Quentin là một trận đánh trên Mặt trận phía Tây trong cuộc Chiến tranh thế giới thứ nhất. Như một phần của các chiến dịch phản công của quân đội phe Hiệp ước vào cuối mùa hè năm 1918, Quân đoàn Úc đã vượt sông Somme vào đêm ngày 31 tháng 8 và chọc thủng chiến tuyến của quân đội Đức tại Mont Saint-Quentin và Péronne. Chiến thắng vang dội của quân đội Úc trong trận Mont Saint-Quentin được xem là một trong những bước ngoặt của cuộc chiến tranh, và người chỉ huy Tập đoàn quân số 4 của Anh là tướng Henry Rawlinson đã miêu tả những bước tiến của quân Úc trong các ngày 31 tháng 8 – 4 tháng 9 năm 1918 như là thành tựu quân sự vĩ đại nhất của cuộc chiến. Trong chiến dịch táo bạo và đắt giá này – vốn đã được tướng John Monash của Úc vạch ra và chỉ được Rawlinson phê chuẩn một cách bất đắt dĩ – các lực lượng Úc đã tấn công ồ ạt và chiếm được cao điểm chủ chốt Mont Saint-Quentin (nhìn xuống Péronne), một vị trí phòng ngự then chốt của quân đội Đức trên chiến tuyến sông Somme.
Cuộc đánh chiếm Mont Saint-Quentin đã tạo điều kiện cho việc đánh chiếm Péronne, và cho đến ngày 2 tháng 9 thì quân Đức đã bị quét sạch ra khỏi vùng phụ cận. Đây cũng là một trong những hoạt động quân sự cuối cùng của Quân đoàn Úc trong Chiến tranh thế giới thứ nhất.